# Trachelas bravidus
Espèce
Trachelas bravidus est une espèce d'araignées aranéomorphes de la famille des Trachelidae.

## Distribution
Cette espèce est endémique de Jamaïque. Elle se rencontre vers le col Hardwar dans les Blue Mountains.

## Description
Le mâle holotype mesure 3,3 mm.

## Publication originale
- Chickering, 1973 : « The spider genus Trachelas (Araneae, Clubionidae) in the West Indies. » Psyche, vol. 79, no 3, p. 215-230 (texte intégral).